# 拉普蘭大學
拉普蘭大學（芬蘭語：Lapin yliopisto）是一所坐落於芬蘭羅瓦涅米的，欧盟地理位置最北的大學，成立於1979年。有四個系，分別爲藝術與設計系、教育系、法學系和社會科學系。該大學有重要研究所北極中心。

## 北极中心研究所
北极中心设有永久展览区，生动地展示了北极地区的自然和生命的演变过程、人类与北极的相互关系。展览厅还收集了生活在北极地区土著民族爱斯基摩人和拉普人的文物，记录了他们的传统和风俗习惯。

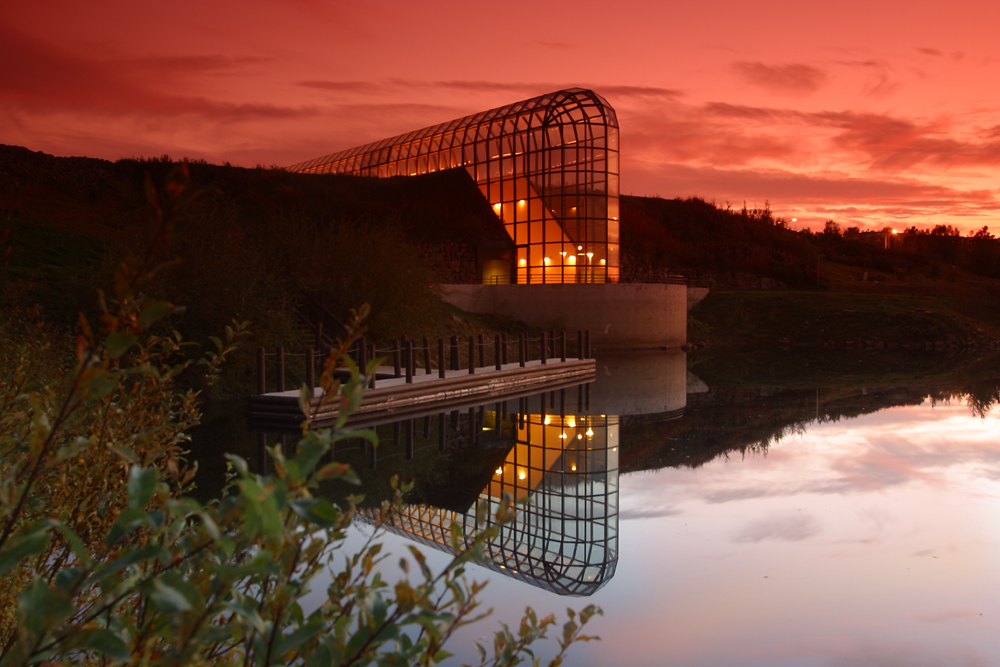
北极中心研究所

## 地位
拉普兰大学已成为全芬兰最出名的大学之一，芬兰排名前十，和赫尔辛基大学、奥卢大学、坦佩雷大学有同等重要的地位。

## 外部連結
- 拉普蘭大學官方网站 （页面存档备份，存于） （文） （英文）